# Eddie Lawson
Eddie Lawson (Upland, California, 11 de marzo de 1958) es un expiloto de motociclismo de velocidad estadounidense. Se destacó en el Campeonato del Mundo de Motociclismo entre 1983 y 1992, corriendo para las marcas Yamaha, Honda, y Cagiva.
Obtuvo cuatro títulos en la categoría 500cc en 1984, 1986, 1988, y 1989, resultó subcampeón en 1985, tercero en 1987 y cuarto en 1983. Ha ganado 31 Grandes Premios, logró 78 podios y 18 poles.

## Biografía
Lawson comenzó su carrera en el motociclismo en las pistas de tierra en el sur de California. Luego se dedicó al motociclismo de velocidad. En 1979, Lawson terminó la temporada en segundo lugar detrás de Freddie Spencer en el Campeonato AMA 250cc. Posteriormente, corrió con una moto Kawasaki en el Campeonato de la AMA de Superbikes, donde se coronaría campeón en 1981 y 1982. También ganaría el Campeonato AMA 250cc en 1980 y 1981 para Kawasaki.
En 1983, fue contratado por Yamaha para participar en el Campeonato del Mundo de Motociclismo en la categoría 500cc. Obtuvo 4 podios para finalizar cuarto en el campeonato.
Al año siguiente, Lawson logró cuatro victorias en Kyalami, Jarama, Salzburgring, Anderstorp, y cuatro segundos puestos, de modo a que se consagró campeón de la categoría reina del motociclismo. En 1985, Lawson ganó en Kyalami, en Rijeka y en Misano, y obtuvo seis segundos puestos, pero tuvo que conformarse con el subcampeonato, por detrás de Freddie Spencer.
Lawson comenzó el año 1986 ganando las 200 Millas de Daytona, una de las carreras de motocicletas más importantes de los Estados Unidos. Para esta carrera Yamaha puso a su disposición una Yamaha YZF750, esta motocicleta era recientemente nueva, ya ue había sido lanzada al mercado el año anterior. Lawson ganó la carrera, imponiéndose frente a pilotos de la talla de Kevin Schwantz, Fred Merkel, Wayne Rainey y Mike Baldwin.
Lawson ganaría su segundo título de 500cc en 1986, de forma aplastante. Cosechó siete victorias, y de las diez carreras disputadas, se subió todas al podio, excepto una. En 1987, obtuvo cinco victorias, seis segundos lugares y un tercero, pero tres retiros lo relegaron al tercer puesto en la tabla de pilotos, por detrás de Wayne Gardner y Randy Mamola.

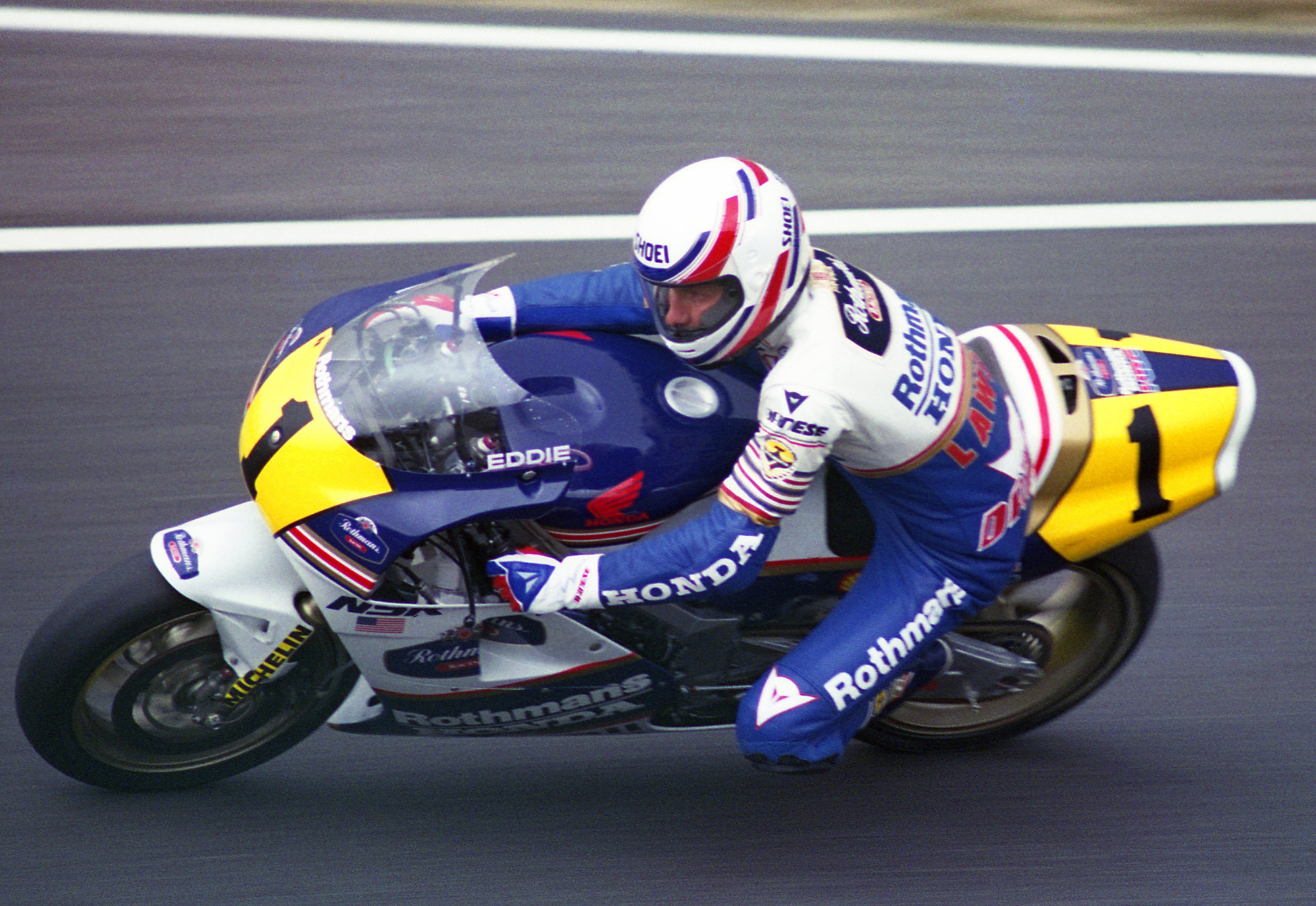
Lawson el GP de Japón de 1989

En 1988, obtuvo siete victorias y seis segundos puestos en 15 fechas del campeonato, lo cual lo consagró campeón mundial por tercera vez de los 500cc. Defendió con éxito el año siguiente, acumulando cuatro triunfos y 9 podios adicionales, pero con una moto Honda. Volvió a Yamaha en 1990, pero en la prácticas para la segunda fecha de la temporada, sufrió una caída que lo lesionó con una fractura de un tobillo, lo cual se perdió seis fechas, por lo que no pudo conseguir su tercer título al hilo y el quinto en total; en su regreso logró seis podios, finalizando séptimo en el campeonato.
En 1991, pasó a competir con las motos Cagiva. Solo logró dos podios para concluir sexto en la clasificador general. Al año siguiente, se despidió del motociclismo, logrando su última victoria en Hungaroring. Resultó noveno en su última temporada.

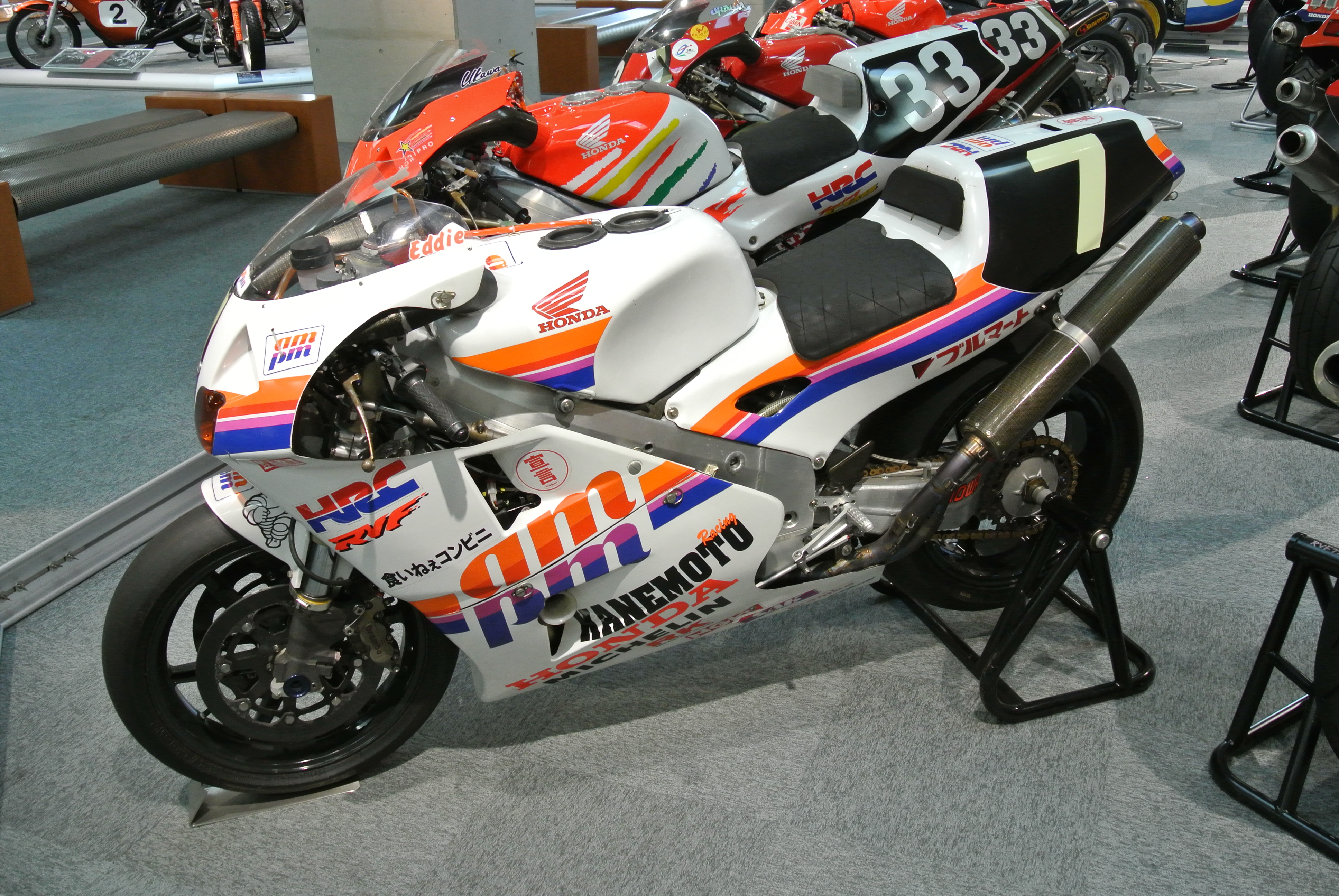
Honda RVF750 de Lawson y Tsujimoto en las 8h de Suzuka de 1993

Después de terminar su carrera en el motociclismo, se cambió al automovilismo y corrió en la Indy Lights en seis carreras en 1993 y la temporada completa 1994 de 12 carreras, donde terminó cuarto en esta última. En 1996 corrió en la CART donde disputó las primeras 11 carreras siendo sus mejores resultados dos sextos puestos en Míchigan y en Detroit.

## Reconocimientos
- Lawson fue introducido en el Salón de la Fama del Motociclismo en 1999.
- Lawson fue introducido en el Salón de la fama del Deporte Motor de América en 2002.[6][7]
- Lawson fue introducido en el Salón de la Fama de MotoGP en 2005.[8][9]

## Resultados

### 200 Millas de Daytona
| Año  | Equipo     | Motocicleta   | Inicio | Final | Vueltas | Tiempo  |
| ---- | ---------- | ------------- | ------ | ----- | ------- | ------- |
| 1986 | Yamaha USA | Yamaha YZF750 | 1.º    | 1.º   | 57      | 1:54.49 |

### 8 Horas de Suzuka
| Año  | Equipo                       | Copiloto          | Motocicleta   | Inicio | Final | Vueltas | Tiempo  |
| ---- | ---------------------------- | ----------------- | ------------- | ------ | ----- | ------- | ------- |
| 1990 | Shiseido Tech 21 Racing Team | Tadahiko Taira    | Yamaha YZF750 | 3.º    | 1.º   | 205     | 7:57.35 |
| 1993 | am/pm KANEMOTO Honda         | Satoshi Tsujimoto | Honda RVF750  | 5.º    | 2.º   | 207     | 8:03.38 |

### Campeonato del Mundo de Motociclismo
| Año  | Categoría | Equipo               | Motocicleta | 1       | 2       | 3       | 4       | 5       | 6       | 7       | 8       | 9     | 10     | 11    | 12      | 13      | 14    | 15    | Pts. | Pos. |
| ---- | --------- | -------------------- | ----------- | ------- | ------- | ------- | ------- | ------- | ------- | ------- | ------- | ----- | ------ | ----- | ------- | ------- | ----- | ----- | ---- | ---- |
| 1981 | 250cc     | Kawasaki             |             | ARG -   |         | GER Ret | NAT Ret | FRA Ret | ESP -   |         | NED -   | BEL - | RSM -  | GBR - | FIN -   | SWE -   | CZE - |       | 0    | -    |
| 1983 | 500cc     | Marlboro-Yamaha      | YZR500      | RSA 8   | FRA Ret | NAC 3   | ALE 9   | ESP 6   | AUT 2   | YUG 3   | NED 5   | BEL 5 | GBR 4  | SUE 5 | RSM 3   |         |       |       | 78   | 4.º  |
| 1984 | 500cc     | Marlboro-Yamaha      | YZR500      | RSA 1   | NAC 2   | ESP 1   | AUT 1   | ALE 2   | FRA 2   | YUG 4   | NED 3   | BEL 4 | GBR 2  | SUE 1 | RSM 4   |         |       |       | 142  | 1.º  |
| 1985 | 500cc     | Marlboro-Yamaha      | YZR500      | RSA 1   | ESP 2   | ALE 4   | NAC 2   | AUT 2   | YUG 1   | NED NC  | BEL 2   | FRA 4 | GBR 2  | SUE 2 | RSM 1   |         |       |       | 133  | 2.º  |
| 1986 | 500cc     | Marlboro-Yamaha      | YZR500      | ESP 2   | NAC 1   | ALE 1   | AUT 1   | YUG 1   | NED NC  | BEL 2   | FRA 1   | GBR 3 | SUE 1  | RSM 1 |         |         |       |       | 139  | 1.º  |
| 1987 | 500cc     | Marlboro-Yamaha      | YZR500      | JAP NC  | ESP 2   | ALE 1   | NAC 2   | AUT NC  | YUG 3   | NED 1   | FRA NC  | GBR 1 | SUE 2  | CHE 2 | RSM 2   | POR 1   | BRA 2 | ARG 1 | 157  | 3.º  |
| 1988 | 500cc     | Marlboro-Yamaha      | YZR500      | JAP 3   | USA 1   | ESP 2   | EXP 1   | NAC 1   | ALE 4   | AUT 1   | NED 2   | BEL 2 | YUG 10 | FRA 1 | GBR 6   | SUE 1   | CHE 2 | BRA 1 | 252  | 1.º  |
| 1989 | 500cc     | Rothmans-Honda       | NSR500      | JAP 3   | AUS 5   | USA 3   | ESP 1   | NAC DNS | ALE 2   | AUT 2   | YUG 3   | NED 2 | BEL 1  | FRA 1 | GBR 2   | SUE 1   | CHE 2 | BRA 2 | 228  | 1.º  |
| 1990 | 500cc     | Marlboro-Yamaha      | YZR500      | JAP DNF | USA DNS | ESP Les | NAC Les | ALE Les | AUT Les | YUG Les | NED 3   | BEL 3 | FRA 5  | GBR 3 | SUE 2   | CZE 3   | HUN 2 | AUS 4 | 118  | 7.º  |
| 1991 | 500cc     | Cagiva-Team Agostini | GP500       | JAP 6   | AUS 6   | USA 5   | ESP 6   | ITA 3   | ALE 4   | AUT 5   | EUR DNF | NED 4 | FRA 3  | GBR 6 | RSM DNF | CHE 8   | LMA – | MAL – | 126  | 6.º  |
| 1992 | 500cc     | Cagiva-Team Agostini | GP500       | JAP 14  | AUS 6   | MAL DNF | ESP 11  | ITA 11  | EUR 6   | ALE 6   | NED DNF | HUN 1 | FRA 5  | GBR 4 | BRA 11  | RSA DNF |       |       | 56   | 9.º  |

| Color     | Resultado                                                               |
| --------- | ----------------------------------------------------------------------- |
| Oro       | Ganador                                                                 |
| Plata     | 2.ª plaza                                                               |
| Bronce    | 3.ª plaza                                                               |
| Verde     | Finalizó en los puntos                                                  |
| Azul      | Finalizó sin puntos                                                     |
| Azul      | NC - No clasificado                                                     |
| Violeta   | Ret - No terminó (Carrera)                                              |
| Rojo      | DNQ - No se clasificó                                                   |
| Negro     | DSQ - Descalificado                                                     |
| Blanco    | DNS - No empezó (carrera)                                               |
| Blanco    | WD - Retirado (fin de semana)                                           |
| Blanco    | C - Carrera cancelada                                                   |
| Sin color | DNP - Inscrito pero no participó                                        |
| Sin color | INJ - Lesionado                                                         |
| Sin color | EX - Excluido                                                           |
| Estado    | Resultado                                                               |
| Negrita   | Pole position                                                           |
| Cursiva   | Vuelta rápida                                                           |
| †         | Abandona, pero clasifica al completar el porcentaje requerido para ello |

### Indy Lights
(Clave) (negrita indica pole position) (cursiva indica vuelta rápida)

| Año  | Equipo                  | 1     | 2      | 3     | 4     | 5     | 6     | 7     | 8      | 9      | 10     | 11    | 12   | Pos. | Pts. |
| ---- | ----------------------- | ----- | ------ | ----- | ----- | ----- | ----- | ----- | ------ | ------ | ------ | ----- | ---- | ---- | ---- |
| 1993 | Leading Edge Motorsport | PHX   | LBH    | MIL   | DET   | POR 8 | CLE 9 | TOR   | NHA 10 | VAN 3  | MDO 17 | NAZ   | LS 2 | 12.º | 42   |
| 1994 | Tasman Motorsports      | PHX 3 | LBH 18 | MIL 2 | DET 2 | POR 3 | CLE 1 | TOR 5 | MDO 2  | NHA 11 | VAN 7  | NAZ 5 | LS 3 | 4.º  | 139  |

### CART IndyCar World Series
| Año  | Equipo                      | Chasis      | Motor                     | 1      | 2      | 3     | 4     | 5      | 6     | 7      | 8     | 9      | 10     | 11     | 12  | 13  | 14  | 15  | 16 | Pos. | Pts. |
| ---- | --------------------------- | ----------- | ------------------------- | ------ | ------ | ----- | ----- | ------ | ----- | ------ | ----- | ------ | ------ | ------ | --- | --- | --- | --- | -- | ---- | ---- |
| 1996 | Galles Racing International | Lola T96/00 | Mercedes-Benz IC108C V8 t | MIA 15 | RIO 21 | SRF 7 | LBH 9 | NZR 17 | 500 6 | MIL 20 | DET 6 | POR 15 | CLE 24 | TOR 15 | MIS | MDO | ROA | VAN | LS | 20.º | 26   |